# 39. Berlini Nemzetközi Filmfesztivál
A 39. Berlini Nemzetközi Filmfesztivál 1989. február 10. és 21. között került megrendezésre. Az Arany Medve díjat Barry Levinson filmje, az Esőember nyerte. A fesztivál retrospektív programját Erich Pommer német filmproducernek szentelték, illetve saját programot kaptak az 1939-ben megjelent európai filmek is.

## Zsűri
Az alábbi emberek voltak a fesztivál zsűrijének tagjai:
- Rolf Liebermann, svájci zeneszerző - Zsűrielnök
- Leslie Caron, francia táncos és színésznő
- Csen Kaj-ko, kínai filmkészítő
- Vadim Glowna, nyugat-német színész és filmkészítő
- Randa Haines, amerikai filmkészítő
- Vladimir Ignatovski, a Bulgarska Nacionalna Filmoteka rendezője
- Adrian Kutter, a Biberach an der Riß filmfesztivál alapítója
- Francisco Rabal, spanyol színész
- Cliff Robertson, amerikai színész
- Zdeněk Svěrák, cseh színész és forgatókönyvíró
- Boris Vasilyev, szovjet író és forgatókönyvíró

## A fesztivál programja

### Versenyben lévő filmek
Az alábbi filmek voltak versenyben az Arany Medve- és az Ezüst Medve-díjakért:
| Magyar cím                        | Eredeti cím                       | Rendező            | Ország                                |
| --------------------------------- | --------------------------------- | ------------------ | ------------------------------------- |
| A vádlottak                       | The Accused                       | Jonathan Kaplan    | Amerikai Egyesült Államok             |
| Histoires d'Amérique              | Histoires d'Amérique              | Chantal Akerman    | Belgium, Franciaország                |
| Aviya nyara                       | הקיץ של אביה                      | Eli Cohen          | Izrael                                |
| Bankomatt                         | Bankomatt                         | Villi Hermann      | Svájc, Olaszország                    |
| Mielőtt befejezi röptét a denevér | Mielőtt befejezi röptét a denevér | Tímár Péter        | Magyarország                          |
| Camille Claudel                   | Camille Claudel                   | Bruno Nuytten      | Franciaország                         |
| Lidérces éjjel                    | La noche oscura                   | Carlos Saura       | Spanyolország, Franciaország          |
| Esquilache                        | Esquilache                        | Josefina Molina    | Spanyolország                         |
| Wan zhong                         | 晚鐘                              | Wu Ziniu           | Kína                                  |
| Hans Fallada – Az utolsó fejezet  | Fallada – letztes Kapitel         | Roland Gräf        | Kelet-Németország                     |
| A négyek bandája                  | La bande des quatre               | Jacques Rivette    | Franciaország                         |
| Dauntaun hirozu                   | ダウンタウン・ヒーローズ          | Yoji Yamada        | Japán                                 |
| Szeretlek, szeress!               | Ja milujem, ty miluješ            | Dušan Hanák        | Csehszlovákia                         |
| 1952: Ivan i Aleksandra           | Иван и Александра                 | Ivan Nitchev       | Bulgária                              |
| Johanna D'Arc of Mongolia         | Johanna D'Arc of Mongolia         | Ulrike Ottinger    | Nyugat-Németország, Franciaország     |
| Lángoló Mississippi               | Mississippi Burning               | Alan Parker        | Amerikai Egyesült Államok             |
| Pestalozzis Berg                  | Pestalozzis Berg                  | Peter von Gunten   | Kelet-Németország, Svájc, Olaszország |
| Esőember                          | Rain Man                          | Barry Levinson     | Amerikai Egyesült Államok             |
| Háborús amnézia                   | Resurrected                       | Paul Greengrass    | Egyesült Királyság                    |
| Szolgalélek                       | Sluga                             | Vadim Abdrashitov  | Szovjetunió                           |
| I fanela me to '9'                | Η φανέλα με το 9                  | Pantelis Voulgaris | Görögország                           |
| Hívd a rádiót!                    | Talk Radio                        | Oliver Stone       | Amerikai Egyesült Államom             |

### Versenyen kívül
- Abschied vom falschen Paradies - Tevfik Başer (Nyugat-Németország)
- Egy másik asszony (Another Woman) - Woody Allen (Amerikai Egyesült Államok)
- A betörés (Der Bruch) - Frank Beyer (Kelet-Németország)
- Veszedelmes viszonyok (Dangerous Liaisons) - Stephen Frears (Amerikai Egyesült Államok)
- Schweinegeld – Ein Märchen der Gebrüder Nimm - Norbert Kückelmann (Nyugat-Németország)
- Vlast Solovetskaya. Svidetelstva i dokumenty (Власть Соловецкая. Свидетельства и документы) - Marina Goldovskaya (Szovjetunió)
- Háborús rekviem (War Requiem) - Derek Jarman (Egyesült Királyság)

### Retrospektív
Az alábbi filmeket vetítték a Erich Pommernek szentelt retrospektív programnak:
| Magyar cím                     | Eredeti cím                         | Rendező                  | Ország                          |
| ------------------------------ | ----------------------------------- | ------------------------ | ------------------------------- |
| Asphalt                        | Asphalt                             | Joe May                  | Németország                     |
| Varázskeringő                  | Ein Walzertraum                     | Ludwig Berger            | Németország                     |
| A gyűlölet földje              | Barbed Wire                         | Rowland V. Lee           | Amerikai Egyesült Államok       |
| A bánat hegedűse               | Die Prinzessin und der Geiger       | Graham Cutts             | Németország, Egyesült Királyság |
| A kék angyal                   | Der blaue Engel                     | Josef von Sternberg      | Németország                     |
| Montecarlo bombázása           | Bomben auf Monte Carlo              | Hanns Schwarz            | Amerikai Egyesült Államok       |
| Dr. Caligari                   | Das Cabinet des Dr. Caligari        | Robert Wiene             | Németország                     |
| Kinder, Mütter und ein General | Kinder, Mütter und ein General      | Benedek László           | Németország                     |
| Táncol a kongresszus           | Der Kongreß tanzt                   | Erik Charell             | Németország                     |
| Dance, Girl, Dance             | Dance, Girl, Dance                  | Dorothy Arzner           | Amerikai Egyesült Államok       |
| Dr. Mabuse                     | Dr. Mabuse, der Spieler             | Fritz Lang               | Németország                     |
| A császári udvar               | Ich und die Kaiserin                | Friedrich Hollaender     | Németország                     |
| Faust                          | Faust – Eine deutsche Volkssage     | Friedrich Wilhelm Murnau | Németország                     |
| Tüzek Anglia felett            | Fire Over England                   | William K. Howard        | Egyesült Királyság              |
| F.P.I. nem válaszol            | F.P.1 antwortet nicht               | Karl Hartl               | Németország                     |
| Hazatérés                      | Heimkehr                            | Joe May                  | Németország                     |
| Hotel Imperial                 | Hotel Imperial                      | Mauritz Stiller          | Amerikai Egyesült Államok       |
| Éjjel én, nappal te            | Ich bei Tag und du bei Nacht        | Ludwig Berger            | Németország                     |
| Illusion in Moll               | Illusion in Moll                    | Rudolf Jugert            | Nyugat-Németország              |
| Vizsgálóbíró előtt             | Voruntersuchung                     | Robert Siodmak           | Németország                     |
| Zwei blaue Jungen              | Zwei blaue Jungen                   | Alwin Neuß               | Németország                     |
| Jamaica fogadó                 | Jamaica Inn                         | Alfred Hitchcock         | Egyesült Királyság              |
| Liliom                         | Liliom                              | Fritz Lang               | Franciaország                   |
| Öljön meg, kérem!              | Der Mann, der seinen Mörder sucht   | Robert Siodmak           | Németország                     |
| Manon Lescaut                  | Manon Lescaut                       | Arthur Robison           | Németország                     |
| Metropolis                     | Metropolis                          | Fritz Lang               | Németország                     |
| Michael                        | Michael                             | Carl Theodor Dreyer      | Németország                     |
| Nachts auf den Straßen         | Nachts auf den Straßen              | Rudolf Jugert            | Németország                     |
| Kalózszerelem                  | Pietro, der Korsar                  | Arthur Robison           | Németország                     |
| Quick                          | Quick                               | Robert Siodmak           | Németország                     |
| They Knew What They Wanted     | They Knew What They Wanted          | Garson Kanin             | Amerikai Egyesült Államok       |
| Mese a benzinkútról            | Die Drei von der Tankstelle         | Wilhelm Thiele           | Németország                     |
| Varieté                        | Varieté                             | E. A. Dupont             | Németország                     |
| Vessel of Wrath                | Vessel of Wrath                     | Erich Pommer             | Egyesült Királyság              |
| Nina Petrowna szomorú szerelme | The Wonderful Lies of Nina Petrovna | Hanns Schwarz            | Németország                     |

Az alábbi filmeket vetítették az "Europe 1939" című retrospektív programban:
| Magyar cím                                                             | Eredeti cím                                                            | Rendező                                            | Ország                    |
| ---------------------------------------------------------------------- | ---------------------------------------------------------------------- | -------------------------------------------------- | ------------------------- |
| A Girl Must Live                                                       | A Girl Must Live                                                       | Carol Reed                                         | Egyesült Királyság        |
| Bel Ami                                                                | Bel Ami                                                                | Willi Forst                                        | Németország               |
| Boefje                                                                 | Boefje                                                                 | Detlef Sierck                                      | Hollandia                 |
| British Movietone of the 07/09/1939                                    | British Movietone of the 07/09/1939                                    | (ismeretlen rendező)                               | Egyesült Királyság        |
| Cheer Boys Cheer                                                       | Cheer Boys Cheer                                                       | Walter Forde                                       | Egyesült Királyság        |
| Crisis                                                                 | Crisis                                                                 | Herbert Kline, Hanuš Burger, Alexander Hammid      | Amerikai Egyesült Államok |
| Wachtmeister Studer                                                    | Wachtmeister Studer                                                    | Leopold Lindtberg                                  | Svájc                     |
| Le Déserteur                                                           | Le Déserteur                                                           | Léonide Moguy                                      | Franciaország             |
| Mire megvirrad                                                         | Le jour se lève                                                        | Marcel Carné                                       | Franciaország             |
| Deutsche Kulturfilme (Alpenkorps im Angriff, Germanen gegen Pharaonen) | Deutsche Kulturfilme (Alpenkorps im Angriff, Germanen gegen Pharaonen) | (ismeretlen rendező)                               | Németország               |
| Do It Now                                                              | Do It Now                                                              | (ismeretlen rendező)                               | Egyesült Királyság        |
| Melyiket szeressem                                                     | Dora Nelson                                                            | Mario Soldati                                      | Olaszország               |
| Borba prodolzhaetsya                                                   | Борьба продолжается                                                    | Vasily Zhuravlyov                                  | Szovjetunió               |
| The First Days                                                         | The First Days                                                         | Humphrey Jennings, Harry Watt, Pat Jackson         | Egyesült Királyság        |
| Fric-Frac                                                              | Fric-Frac                                                              | Maurice Lehmann                                    | Franciaország             |
| Négy toll                                                              | The Four Feathers                                                      | Korda Zoltán                                       | Egyesült Királyság        |
| Isten vele, tanár úr!                                                  | Goodbye, Mr. Chips                                                     | Sam Wood                                           | Egyesült Királyság        |
| Emberek között                                                         | V lyudyakh В людях                                                     | Mark Donskoy                                       | Szovjetunió               |
| Hétpecsétes titok                                                      | Der Gouverneur                                                         | Victor Tourjansky                                  | Németország               |
| Hotel Sacher                                                           | Hotel Sacher                                                           | Erich Engel                                        | Németország               |
| Az idegen asszony                                                      | Die Reise nach Tilsit                                                  | Veit Harlan                                        | Németország               |
| Kitty és a világkonferencia                                            | Kitty und die Weltkonferenz                                            | Helmut Käutner                                     | Németország               |
| Kriegsbeginn in der Wochenschau                                        | Kriegsbeginn in der Wochenschau                                        | Helmut Käutner                                     | Németország               |
| The Lion Has Wings                                                     | The Lion Has Wings                                                     | Michael Powell, Brian Desmond Hurst, Adrian Brunel | Egyesült Királyság        |
| Love On The Wing                                                       | Love On The Wing                                                       | Norman McLaren                                     | Egyesült Királyság        |
| MFI 754/MFI 812 (Magyar Világhiradó)                                   | MFI 754/MFI 812 (Magyar Világhiradó)                                   | (ismeretlen rendező)                               | Magyarország              |
| Johannisfeuer                                                          | Johannisfeuer                                                          | Arthur Maria Rabenalt                              | Németország               |
| A tanító                                                               | Учитель                                                                | Sergei Gerasimov                                   | Szovjetunió               |
| Semya Oppengeym                                                        | Семья Оппенгейм                                                        | Grigori Roshal                                     | Szovjetunió               |
| Pathé Journal 06/09/1939                                               | Pathé Journal 06/09/1939                                               | (ismeretlen rendező)                               | Franciaország             |
| Q Planes                                                               | Q Planes                                                               | Tim Whelan, Arthur B. Woods                        | Egyesült Királyság        |
| A játékszabály                                                         | La Règle du Jeu                                                        | Jean Renoir                                        | Franciaország             |
| Scsorsz                                                                | Щорс                                                                   | Alexander Dovzhenko, Yuliya Solntseva              | Szovjetunió               |
| Ispaniya                                                               | Испания                                                                | Esfir Shub                                         | Szovjetunió               |
| Spare Time                                                             | Spare Time                                                             | Humphrey Jennings                                  | Egyesült Királyság        |
| Kém a sötétben                                                         | The Spy in Black                                                       | Michael Powell                                     | Egyesült Királyság        |
| Holnap nélkül                                                          | Sans lendemain                                                         | Max Ophüls                                         | Franciaország             |
| They Knew What They Wanted                                             | They Knew What They Wanted                                             | Garson Kanin                                       | Amerikai Egyesült Államok |
| Vörös vihar                                                            | Med livet som insats                                                   | Alf Sjöberg                                        | Svédország                |
| Üldözöttek                                                             | Menaces...                                                             | Edmond T. Gréville                                 | Franciaország             |
| Drei Unteroffiziere                                                    | Drei Unteroffiziere                                                    | Werner Hochbaum                                    | Németország               |
| Két lány az utcán                                                      | Két lány az utcán                                                      | Tóth Endre                                         | Magyarország              |
| Ufa Tonwoche 440 vom 9.2.1939                                          | Ufa Tonwoche 440 vom 9.2.1939                                          | (ismeretlen rendező)                               | Németország               |
| Ufa Tonwoche 468 vom 23.8.1939                                         | Ufa Tonwoche 468 vom 23.8.1939                                         | (ismeretlen rendező)                               | Németország               |
| Ufa Tonwoche 469 vom 30.8.1939                                         | Ufa Tonwoche 469 vom 30.8.1939                                         | (ismeretlen rendező)                               | Németország               |
| Ufa Tonwoche vom 7.9.1939                                              | Ufa Tonwoche vom 7.9.1939                                              | (ismeretlen rendező)                               | Németország               |
| Damaszkusz nincs többé                                                 | Aufruhr in Damaskus                                                    | Gustav Ucicky                                      | Németország               |
| Viborgi városrész                                                      | Выборгская сторона                                                     | Grigori Kozintsev, Leonid Trauberg                 | Szovjetunió               |
| War Library Items 1, 2, 3                                              | War Library Items 1, 2, 3                                              | (ismeretlen rendező)                               | Egyesült Királyság        |
| A Siegfried-vonal                                                      | Der Westwall                                                           | Fritz Hippler                                      | Németország               |

## Győztesek
- Arany Medve: Esőember (Barry Levinson)
- Zsűri Nagydíja: Wan zhong (Wu Ziniu)
- Ezüst Medve díj a legjobb rendezőnek: Dušan Hanák (Szeretlek, szeress!)
- Ezüst Medve díj a legjobb színésznőnek: Isabelle Adjani (Camille Claudel)
- Ezüst Medve díj a legjobb színésznek: Gene Hackman (Lángoló Mississippi)
- Ezüst Medve díj egyedülálló teljesítményért: Eric Bogosian (Hívd a rádiót!)
- Ezüst Medve díj a kiemelkedő művészi teljesítményért: Kaipo Cohen, Gila Almagor (Aviya nyara)
- Tiszteletbeli említés: A négyek bandája (Jacques Rivette)
- Alfred Bauer-díj: Szolgalélek
- FIPRESCI-díj
  - A négyek bandája (Jacques Rivette)
- UNICEF-díj
  - Juliana - Chaski Group (Peru)

## Fordítás
- Ez a szócikk részben vagy egészben  a(z)   39th Berlin International Film Festival című angol Wikipédia-szócikk fordításán alapul.  Az eredeti cikk szerkesztőit annak laptörténete sorolja fel. Ez a jelzés csupán a megfogalmazás eredetét és a szerzői jogokat jelzi, nem szolgál a cikkben szereplő információk forrásmegjelöléseként.